# Realienkunde
Als Realienkunde wird die Teildisziplin der Historischen Hilfswissenschaften bezeichnet, die sich mit den Gegenständen als Quellen für die Geschichtswissenschaft beschäftigt. Sie untersucht dabei einerseits als Insignienkunde hervorgehobene Einzelgegenstände wie Kronen, Kunstgegenstände etc. Andererseits nimmt sie die Gegenstände des Alltagslebens in den Blick und untersucht die materielle Kultur vergangener Epochen. Anders als die Mittelalterarchäologie sind die Bodenfunde nur eine Quelle ihrer Arbeit neben anderen. Hohe Bedeutung besitzen bildliche Quellen, die durch schriftliche Nachrichten in Verwaltungsschriftgut ergänzt werden.
Ein wichtiger Vertreter der Insignienkunde ist Percy Ernst Schramm. Bedeutend für die Forschungsrichtung der materiellen Kultur ist Gerhard Jaritz (* 1949).
Neben der Geschichtswissenschaft interessiert sich auch die literaturwissenschaftliche Mediävistik für die Forschungsergebnisse der Realienkunde, da sie helfen, die in der mittelalterlichen Literatur erwähnten Gegenstände näher zu bestimmen.
Die Realienkunde wird besonders am Institut für Realienkunde des Mittelalters und der frühen Neuzeit in Krems betrieben. In Deutschland gibt es am Germanischen Nationalmuseum in Nürnberg ein Forschungsinstitut für Realienkunde sowie am Zentralinstitut für Kunstgeschichte in München die Forschungsstelle Realienkunde, die u. a. Herausgeber des Reallexikons zur Deutschen Kunstgeschichte ist. Im Oktober 2010 hat ferner das an der Ludwig-Maximilians-Universität München angesiedelte DFG-Netzwerk „Neue Alte Sachlichkeit. Realienkunde des Mittelalters in kulturhistorischer Perspektive“ seine Arbeit aufgenommen.